# Окене

Розташування міста Окене

Оке́не (англ. Okene) — місто в центральній частині Нігерії, в штаті Когі.
Населення міста становить 498 877 осіб (2005; 313 тис. осіб в 1991).
Місто і прилеглі території традиційно вважається осередком народності групи ква — ігбіра (ебіра).
В місті народився відомий канадський хокеїст НХЛ Акім Аліу (Akim Aliu).

## Виноски
1. 1 2  GEOnet Names Server — 2018.
2. ↑  Архівована копія. Архів оригіналу за 24 лютого 2012. Процитовано 24 лютого 2012.{{cite web}}:  Обслуговування CS1: Сторінки з текстом «archived copy» як значення параметру title (посилання)
3. ↑  http://www.hockeydb.com/ihdb/stats/pdisplay.php3?pid=89808